# Can Pujades de les Basses
Can Pujades és una obra de Canet de Mar (Maresme) protegida com a Bé Cultural d'Interès Local.

## Descripció
Es tracta d'un mas orientat a migdia que respon a la tipologia d'edificació de tres crugies i de dues plantes amb coberta a dues aigües. El mas de can Pujadas ha patit diverses modificacions conserva però, els brancals de pedra granítica que suporten una llinda de fusta. Ben diferents de les finestres gòtiques que han estat introduïdes posteriorment. Al costat se li va afegir una edificació de dues plantes.